# IC 4307
IC 4307 је лентикуларна галаксија у сазвјежђу Волар која се налази на листи објеката дубоког неба у Индекс каталогу.
Деклинација објекта је + 27° 14' 34" а ректасцензија 13h 36m 36,1s. Привидна величина (магнитуда) објекта IC 4307 износи 14,1 а фотографска магнитуда 15,1. IC 4307 је још познат и под ознакама MCG 5-32-43, CGCG 161-88, NPM1G +27.0421, PGC 48032.